# امعجم امسحري (لودر)

تعديل مصدري - تعديل

امعجم امسحري هي إحدى قرى عزلة زارة بمديرية لودر التابعة لمحافظة أبين، بلغ تعداد سكانها 170 نسمة حسب تعداد اليمن لعام 2004.